# 다마스쿠스 공방전 (1920년)
1920년 다마스쿠스 공방전(아랍어: احتجاجات دمشق 1920)은 시리아-프랑스 전쟁 막바지의 전투 중 하나로, 프랑스군의 거의 저항 없이 다마스쿠스를 함락한 사건이다. 다마스쿠스가 함락되면서 시리아 아랍 왕국은 멸망하였고 이 지역엔 프랑스 위임통치령 시리아가 들어서게 된다.

## 전개
1920년 1월서부터 촉발된 하심가과 프랑스와의 전쟁은 새로 수립된 시리아 아랍 왕국 전역에서 충돌이 일어나게 되었다. 프랑스와의 장기간 혈전에 대해 걱정한 파이살은 1920년 7월 14일 항복했으나 파이살의 반응은 고너드에게 가지 않았고, 시리아의 국방장관인 유수프 알아즈마는 왕을 무시하고 시리아 아랍 왕국을 진격하는 프랑스로부터 방어하기 위해 마이살룬으로 진격하라는 명령을 내린다. 다마스쿠스 하심가 정부는 마지못해 프랑스의 최후통첩을 받아들이고 모든 군대를 해산한다. 마이살룬에서 프랑스군은 승리하였고, 다마스쿠스로 진격하여 1920년 7월 24일에는 프랑스군이 다마스쿠스를 점령했다.
다마스쿠스 주민들은 프랑스군에게 거의 저항하지 않았으나 외곽 지역인 알샤그후르와 알미단에서는 프랑스군과 주민 사이에 총격전이 벌어지기도 했다. 이후 프랑스는 파이살 1세를 체포하여 이라크 지역으로 추방시켰다. 다마스쿠스 지역에는 친프랑스계인 알라 알 딘 알 타루비의 신정부가 수립되며 시리아 아랍 왕국은 해체되었다.

## 같이 보기
- 시리아-프랑스 전쟁
- 대시리아 보기
- 술탄 알 아트라시
- 현대 중동의 분쟁 목록